# Johann Anton Starck
Johann Anton svobodný pán von Starck (5. prosince 1808 Kraslice – 22. května 1883 Čeminy) byl český a rakouský podnikatel a politik německé národnosti, nejmladší syn a pokračovatel díla Johanna Davida Starcka z podnikatelského rodu Starcků; během revolučního roku 1848 poslanec Říšského sněmu, později poslanec Českého zemského sněmu a Říšské rady.

## Kariéra

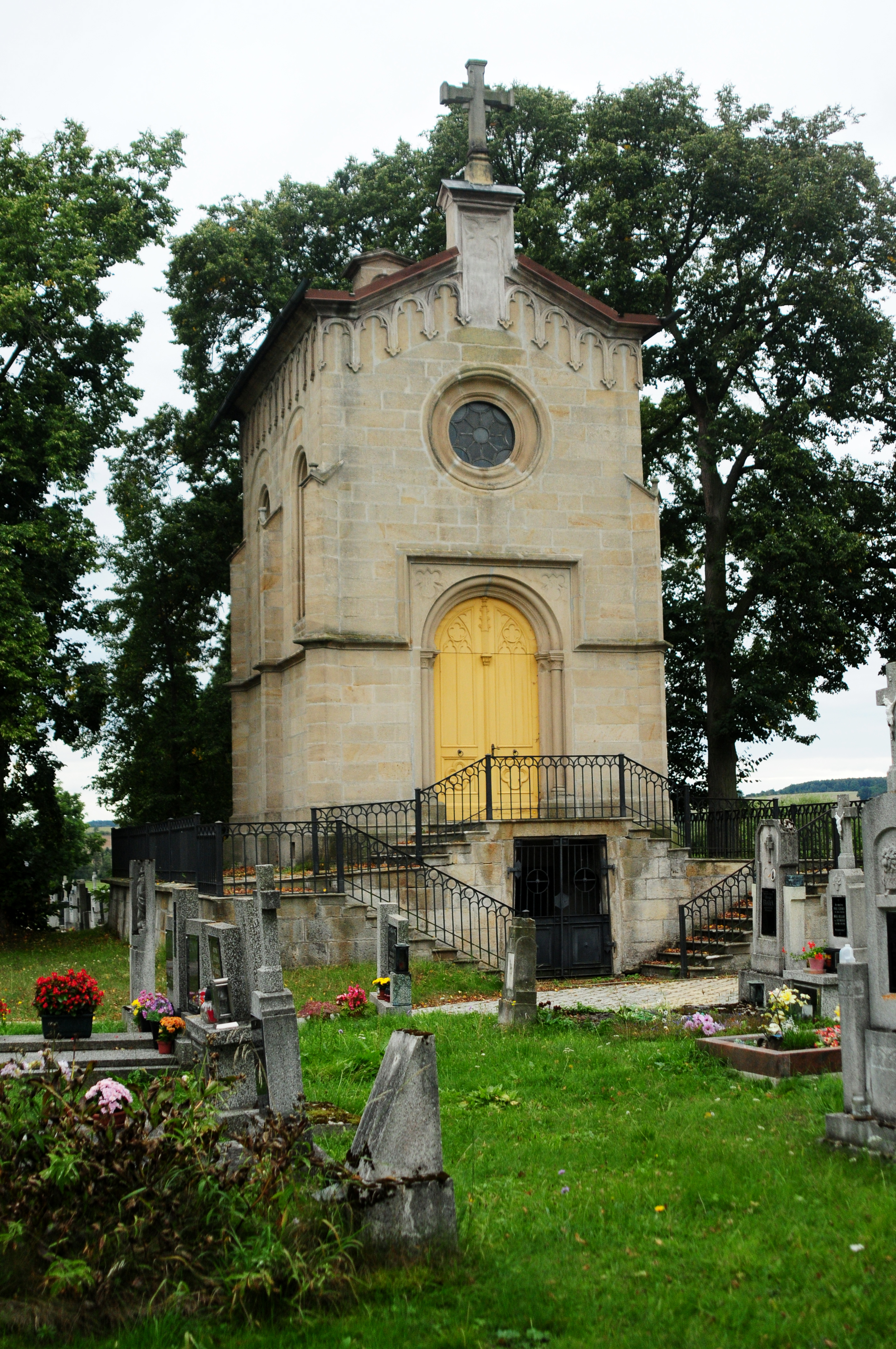
Hřbitovní kaple Povýšení sv. Kříže s rodinnou hrobkou barona Starcka, Město Touškov

Vystudoval gymnázium v Plzni, pražskou techniku a následně školy v Berlíně a Lipsku. Byl členem plzeňské Obchodní a živnostenské komory.
Během revolučního roku 1848 se zapojil i do politického dění. Ve volbách roku 1848 byl zvolen na rakouský ústavodárný Říšský sněm. Zastupoval volební obvod Stříbro v Čechách. Uvádí se jako statkář. Patřil ke sněmovní levici.
Do politiky se vrátil po obnovení ústavní vlády počátkem 60. let 19. století. V zemských volbách roku 1861 byl zvolen na Český zemský sněm, kde zastupoval kurii obchodních a živnostenských komor, obvod Plzeň. Na mandát rezignoval před zářím 1866. Zemský sněm ho roku 1861 delegoval i do Říšské rady (tehdy ještě volené nepřímo) za Čechy (kurie obchodních komor, obvod Plzeň). Dne 27. května 1861 složil slib.
Do Českého zemského sněmu se vrátil v zemských volbách v březnu 1867, nyní již za kurii velkostatkářskou (nesvěřenecké velkostatky). Opětovně sem byl zvolen v zemských volbách v roce 1872 a zemských volbách v roce 1878, stále za velkostatkářskou kurii. Politicky se uvádí coby člen Strany ústavověrného velkostatku, která byla centralisticky a provídeňsky orientovaná a reprezentovala zájmy německy smýšlejících velkostatkářů.
Za své zásluhy byl povýšen na svobodného pána.

## Podnikatelské úspěchy
Jeho průmyslová společnost zaměstnávala v roce 1855 již více než čtyři tisíce lidí. V roce 1855 získala ocenění v Paříži za tabulové sklo. V letech 1862–1864 založil v Třemošné sklárnu. Na pařížské světové výstavě roku 1867 získal další ocenění za důlní produkty. V roce 1873 na světové výstavě ve Vídni měli již samostatný pavilon.
V roce 1877 byl v obci Stupno uveden do provozu závod na zpracování odpadní suroviny chemické výroby Caput mortuum, což byl červený prášek oxidu železitého, který zůstával při procesu výroby kyseliny sírové. V roce 1860 byl postaven v Čeminách nový pivovar.

## Úmrtí a konec rodinné firmy
Johann Anton Starck zemřel 22. května 1883. Je pohřben v rodinné hrobce v Městě Touškově. Na parte barona Starcka je napsán tento text „Zemřel zaopatřen svatými svátostmi umírajících po dlouhém období utrpení na zámku v Čeminech 22. května v půl desáté večer ve svých 75 letech zemřel na dětskou mozkovou obrnu. Pozemská skořápka drahého zesnulého bude převezena v pátek 25. května v 11 hodin dopoledne z Čemin do patronátního kostela v Touškově, kde proběhne Rekviem a pak bude pohřben na hřbitově v Touškově do své vlastní hrobky k věčnému odpočinku.“
V kronice chemických závodů v Kaznějově se píše:
„…protože nezanechal legitimních potomků a z potomstva ani jeden se mu nezdál schopný vést firmu odkázal třetinu svému obchodnímu řediteli Antonínu Schoblochovi…“.
Firma se proto na základě jeho závěti změnila na akciovou společnost Dolové a průmyslové závody, dříve Johann David Starck se sídlem v Dolním Rychnově.